# 胡立歐·烏瑞亞斯
胡立歐·塞薩·烏瑞亞斯·亞科斯塔（西班牙語：Julio César Urías Acosta，1996年8月12日—），為美國職棒大聯盟的投手，目前為自由球員，先前曾效力於洛杉磯道奇。他在2012年加盟道奇隊，並在2016年登上大聯盟。

## 職業生涯

### 洛杉磯道奇

#### 2016年
5月27日，年僅19歲的烏瑞亞斯登上大聯盟，成為道奇隊史第二年輕完成初登板的先發投手。不過他在初登板就受到震撼教育，僅投2.2局就被敲出5支安打、4次保送失3分。之後他被下放3A，不久後又回到大聯盟。他在第二場先發主投5局失6分。6月28日，烏瑞亞斯拿下大聯盟首勝。該年他拿下5勝2敗，防禦率3.39。而他也投出國聯最多的6次牽制出局。
他在國聯分區賽第五場後援2局拿下勝投，成為道奇隊史最年輕在季後賽拿下勝投的投手。之後他在國聯冠軍賽第四場先發，不過他僅投3.2局便狂失4分。

#### 2017年
比起讓烏瑞亞斯進入開季名單，道奇隊依舊讓他從小聯盟出發。他在4月底重返大聯盟，先發5場吞下2敗，防禦率5.40。到了6月，烏瑞亞斯因為左肩受傷，導致整季報銷。

#### 2018年
這年烏瑞亞斯主要都在養傷，該年他僅出賽3場比賽，投了四局而已。不過道奇隊還是將他加入季後賽的26人名單內。他在國聯冠軍賽投了3.1局失1分，在世界大賽投了3局失1分。

#### 2019年
這年球隊原本打算讓他擔任牛棚投手，但隨著克萊頓·克蕭和里奇·希爾受傷，球隊也只能讓烏瑞亞斯擔任先發投手。4月18日，他面對釀酒人投出6局1安打的比賽。5月6日拿下生涯首場救援成功。
5月14日，烏瑞亞斯因為身陷家暴案而被球隊停職一個禮拜，之後他在8月17日被禁賽20場比賽。該年他拿下4勝3敗，防禦率2.49。他在國聯分區賽出賽3場，主投3.2局失3分，並在第四戰吞下敗投。

#### 2020年
這年他和道奇簽下1年100萬美元的延長合約，並成為全職先發。該年他拿下3勝0敗，防禦率3.27。他在外卡戰中繼3局無失分，分區賽第三戰投了5局失1分。在國聯冠軍賽上，烏瑞亞斯拿下2勝。他在世界大賽第四場先發，投了4.2局失2分無關勝敗。最後他在第6場投了2.1局無失分，幫助道奇拿下世界大賽冠軍。

#### 2021年
這年他和道奇簽下1年360萬美元的延長合約。該年他拿下20勝3敗，防禦率2.96，成為大聯盟唯一一位20勝投手。

## 個人生活
烏瑞亞斯年輕時為了移除左眼腫瘤而動了三次手術，這也導致他的左眼接近全盲狀態。2015年5月19日，烏瑞亞斯進行擇期手術來治好他的左眼。
2019年5月，烏瑞亞斯因為家暴案被捕。
2023年9月5日,因二度家暴於Template:PRC PNK球場被捕,當天也以五萬美元交保,也於9月6日進入禁賽名單

## 外部連結
- 球員資訊和成績在MLB，ESPN，Baseball-Reference，Fangraphs（英文）
- 胡立歐·烏瑞亞斯的Instagram帳戶

| 奖项与成就             | 奖项与成就              | 奖项与成就             |
| ---------------------- | ----------------------- | ---------------------- |
| 前任者： 米格爾·卡斯楚 | 國聯最年輕的球員 2016年 | 繼任者： Víctor Robles |